# Antarcturus pacificus
Antarcturus pacificus là một loài chân đều trong họ Antarcturidae. Loài này được Gurjanova miêu tả khoa học năm 1955.